# Joost Dourleinkazerne

Wapen van de kazerne

De Joost Dourleinkazerne (JDK) is een kazerne van het Korps Mariniers, gelegen aan de Mokweg bij de Mokbaai op het Nederlandse eiland Texel. De kazerne fungeert als een belangrijk amfibisch oefen- en trainingscentrum voor het Korps Mariniers en als uitvalsbasis van de Surface Assault & Training Group voor landingsoperaties.
De kazerne is vernoemd naar majoor der mariniers Joost Dourlein (1911-1980), die in de Indonesische Onafhankelijkheidsoorlog in Nederlands-Indië onderscheidingen verdiende.

## Geschiedenis

### Marinevliegkamp "De Mok" (1917-1949)
De kazerne is gelegen op de locatie van het voormalige Marinevliegkamp De Mok, dat in 1917 werd geopend. Dit vliegkamp was een belangrijke basis voor de Koninklijke Marine.
Het vliegveld werd tijdens de Tweede Wereldoorlog eerst preventief vernield, maar werd later door de Luftwaffe hersteld en voor luchtverdedigingsdoeleinden gebruikt.

### Amfibisch Oefenkamp Texel (1949-1983)
Op 9 juni 1949 werd het gebied rond het voormalige Marinevliegkamp heringericht als Amfibisch Oefenkamp Texel. Dit kamp werd gebruikt voor de training van mariniers in amfibische operaties en landingen.
Op de uitgestrekte strandvlakte De Hors aan de zuidpunt van Texel konden mariniers realistisch oefenen met landingsvaartuigen en amfibische operaties. Aanvankelijk gebeurde dit alleen in de zomermaanden, maar later werd het kamp het hele jaar door gebruikt.

### Joost Dourleinkazerne (1983-heden)
Op 18 mei 1983 werd de kazerne omgedoopt tot Joost Dourleinkazerne, ter ere van majoor Joost Dourlein.

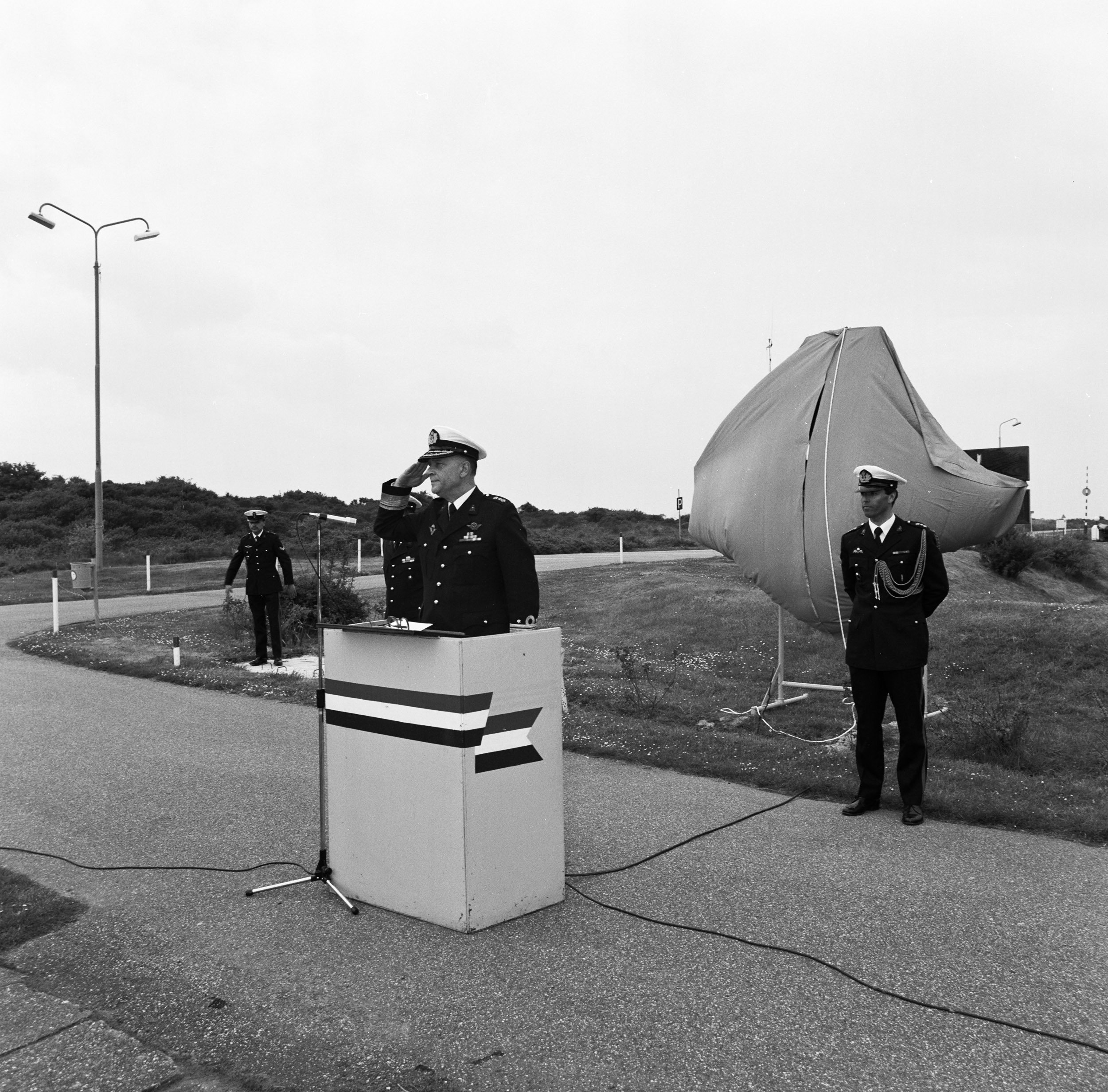
Naamswijziging van het Amfibisch Oefenkamp Texel (AOKT) in de Joost Dourleinkazerne, met generaal-majoor der mariniers T. Rudolphie

In de jaren '90 werd de kazerne verder uitgebreid en gemoderniseerd. Er werden nieuwe faciliteiten gebouwd, waaronder trainingsruimtes, accommodaties voor personeel en opslagruimten voor materieel.

### Mogelijke sluiting (2014-2018)
In de Defensienota van 2014 werd aangekondigd dat de Joost Dourleinkazerne mogelijk zou sluiten. Het ministerie van Defensie wilde het beslag op openbare ruimte verminderen en de kosten verlagen door de mariniers te concentreren. Hiervoor zou de Van Ghentkazerne in Rotterdam worden verhuisd naar Vlissingen. De Joost Dourleinkazerne zou alleen nog gebruikt worden als oefenterrein. Alle huisvesting en andere faciliteiten zouden dan gesloten worden en verplaatst worden naar de Marinebasis in Den Helder.
In de Defensienota van 2018 werd deze beslissing echter teruggedraaid.